# تشارلز موريسون (سياسي)
تشارلز موريسون (بالإنجليزية: Charles Morrison)‏ هو سياسي بريطاني، ولد في 25 يونيو 1932، وتوفي في 9 مايو 2005. حزبياً، نشط في حزب المحافظين.

## مناصب
- في الانتخابات الفرعية في مجلس العموم البريطاني [الإنجليزية]‏، انتخب عضو البرلمان الثاني والأربعون للمملكة المتحدة ‏ عن دائرة ديفايزيس (14 مايو 1964 – 25 سبتمبر 1964).
- في الانتخابات العامة في المملكة المتحدة 1964 [الإنجليزية]‏، انتخب عضو البرلمان الثالث والأربعون للمملكة المتحدة عن دائرة ديفايزيس (15 أكتوبر 1964 – 10 مارس 1966).
- في الانتخابات العامة في المملكة المتحدة 1966 [الإنجليزية]‏، انتخب عضو البرلمان الرابع والأربعون للمملكة المتحدة عن دائرة ديفايزيس (31 مارس 1966 – 29 مايو 1970).
- في الانتخابات العامة في المملكة المتحدة 1970، انتخب عضو البرلمان الخامس والأربعون للمملكة المتحدة عن دائرة ديفايزيس (18 يونيو 1970 – 8 فبراير 1974).
- في الانتخابات العامة في المملكة المتحدة فبراير 1974 [الإنجليزية]‏، انتخب عضو البرلمان السادس والأربعون للمملكة المتحدة عن دائرة ديفايزيس خلال فترته النيابية ‏ (28 فبراير 1974 – 20 سبتمبر 1974).
- في الانتخابات العامة في المملكة المتحدة أكتوبر 1974 [الإنجليزية]‏، انتخب عضو البرلمان السابع والأربعون للمملكة المتحدة عن دائرة ديفايزيس خلال فترته النيابية ‏ (10 أكتوبر 1974 – 7 أبريل 1979).
- في الانتخابات العامة للمملكة المتحدة 1979 [الإنجليزية]‏، انتخب عضو البرلمان الثامن والأربعون للمملكة المتحدة عن دائرة ديفايزيس خلال فترته النيابية ‏ (3 مايو 1979 – 13 مايو 1983).
- في الانتخابات العمومية للمملكة المتحدة 1983 [الإنجليزية]‏، انتخب عضو البرلمان التاسع والأربعون للمملكة المتحدة عن دائرة ديفايزيس خلال فترته النيابية ‏ (9 يونيو 1983 – 18 مايو 1987).
- في الانتخابات العمومية للمملكة المتحدة 1987 [الإنجليزية]‏، انتخب عضو البرلمان الخمسون للمملكة المتحدة عن دائرة ديفايزيس خلال فترته النيابية ‏ (11 يونيو 1987 – 16 مارس 1992).